# Adam Larsen Kwarasey
Adambathia Larsen Kwarasey (Oslo, 12 december 1987) is een Ghanees voetballer die als doelman speelt. Hij komt uit voor het Noorse Strømsgodset IF, waar hij aanvoerder is. Hij komt ook uit voor het Ghanees nationaal team.

## Clubcarrière
Larsen Kwarasey werd in 2007 door Strømsgodset IF bij de eerste selectie gehaald. Hij kwam over van Vålerenga IF. In 2009 debuteerde hij voor Strømsgodset IF in de Noorse Tippeligaen. Sindsdien speelde hij meer dan 100 competitiewedstrijden voor de club en werd hij tot aanvoerder benoemd. In 2012 werd hij met Strømsgodset IF vice-kampioen. Op 10 november 2013 werd Strømsgodset IF landskampioen nadat het in eigen huis FK Haugesund versloeg met 4-0. Larsen Kwarasey slikte uit 30 wedstrijden slechts 26 tegendoelpunten, waarmee hij een groot aandeel had in de landstitel.

## Interlandcarrière
Larsen Kwarasey werd geboren in de Noorse hoofdstad Oslo. Zijn moeder is een Noorse en zijn vader is Ghanees. In 2007 gaf hij aan voor Ghana te willen uitkomen. In oktober 2010 kreeg hij een Ghanees paspoort. Op 30 juli 2011 werd hij voor het eerst opgeroepen voor een interland tegen Nigeria. De wedstrijd werd uiteindelijk uitgesteld omwille van veiligheidsredenen. Hij debuteerde uiteindelijk op 2 september 2011 in een kwalificatiewedstrijd voor de Afrika Cup 2012 tegen Swaziland. Drie dagen later speelde hij met Ghana een vriendschappelijke wedstrijd in Londen tegen Brazilië. Hij nam met Ghana deel aan de Afrika Cup 2012 in Gabon en Equatoriaal Guinea.

## Erelijst
Strømsgodset IF
- Noorse beker

2010
- Noors landskampioen

2013
- Kniksenprijs ("Doelman van het jaar")

2013
1 Kwarasey ·
2 Opare ·
3 Gyan ·
4 Mensah ·
5 Sumaila ·
6 Muntari ·
7 Atsu ·
8 Essien ·
9 Boateng ·
10 A. Ayew ·
11 J. Ayew ·
12 Waris ·
13 Boye ·
14 Asamoah ·
15 Adomah ·
16 Badu ·
17 Mubarak ·
18 Acquah ·
19 Rabiu ·
20 Afful ·
21 Inkoom ·
22 Adams ·
23 Dauda ·
Coach: Appiah